# París-Niza 1937
La París-Niza 1937 fue la quinta edición de la París-Niza, que se disputó entre el 9 y el 14 de marzo de 1937. La carrera fue ganada por el francés Roger Lapébie, del equipo Mercier-Hutchinson, por ante los corredores del conjunto France Sports-Wolber, Sylvain Marcaillou y Albert van Schendel. El conjunto France Sport -Wolber se impone en la clasificación por equipos.
Se elimina la ayuda entre corredores. Las grandes marcas consiguen formar cuatro equipos más formados por individuales afines. Se crea un premio para el mejor equipo llamado Challenge Pathenôtre que gana France Sport-Wolber.

## Participantes
En esta edición de la París-Niza  toman parte 99 corredores. 32 lo hacían de forma individual y los otros 67 dentro de los equipos Helyett-Hutchinson, Alcyon-Dunlop, Genial Lucifer-Hutchinson, Mercier-Hutchinson, Urago, France Sports-Wolber, Tendil. La prueba lo acabaron 34 corredores. El ganador de la prueba, Roger Lapébie, militar en aquel momento, puede participar gracias a un permiso de ocho días.

## Resultados de las etapas
| Etapas                | Fecha       | Recorrido              | Km     | Vencedor de etapa  | Líder de la general |
| --------------------- | ----------- | ---------------------- | ------ | ------------------ | ------------------- |
| 1.ª etapa, 1.º sector | 9 de marzo  | París-Orleans          | 105 km | René Le Grevès     | René Le Grevès      |
| 1.ª etapa, 2.º sector | 9 de marzo  | Orleans-Nevers         | 157 km | Albert Beckaert    | Marcel Kint         |
| 2.ª etapa             | 10 de marzo | Nevers-Saint-Étienne   | 250 km | Fernand Mithouard  | Roger Lapébie       |
| 3.ª etapa             | 11 de marzo | Saint-Étienne-Orange   | 186 km | Giuseppe Martano   | Roger Lapébie       |
| 4.ª etapa, 1.º sector | 12 de marzo | Orange-Cavaillon (CRE) | 59 km  | Marco Cimatti      | Roger Lapébie       |
| 4.ª etapa, 2.º sector | 12 de marzo | Cavaillon-Marsella     | 176 km | Giuseppe Martano   | Roger Lapébie       |
| 5.ª etapa, 1.º sector | 13 de marzo | Marsella-Toulon        | 71 km  | Félicien Vervaecke | Roger Lapébie       |
| 5.ª etapa, 2.º sector | 13 de marzo | Toulon-Cannes          | 125 km | Adrien Buttafocchi | Roger Lapébie       |
| 6.ª etapa             | 14 de marzo | Cannes-Niza            | 135 km | Robert Tanneveau   | Roger Lapébie       |

## Etapas

### 1.ª etapa, 1.º sector
9-03-1937. París-Orleans, 105 km.
Salida neutralizada: Hall del Petit Journal a la calle Lafayette de París. Salida real: Carrefour de la Croix-de-Berny de Antony.
Giuseppe Martano es penalizado con cinco minutos por utilizar la rueda de su compañero de equipo Stefano Giuponne para substituir una rueda pinchada.
|   | Ciclista         | Equipo             | Tiempo     |
| - | ---------------- | ------------------ | ---------- |
| 1 | René Le Grevès   | Mercier-Hutchinson | 2h 42' 27" |
| 2 | Giuseppe Martano | Tendil             | m. t.      |
| 3 | Hubert Deltour   | Individual Alcyon  | m. t.      |

### 1.ª etapa, 2.º sector
9-03-1937. Orleans-Nevers, 157 km.
|   | Ciclista          | Equipo             | Tiempo     |
| - | ----------------- | ------------------ | ---------- |
| 1 | Albert Beckaert   | Alcyon Dunlop      | 3h 55' 18" |
| 2 | Marcel Kint       | Mercier-Hutchinson | m. t.      |
| 3 | Albertin Disseaux | Helyett-Hutchinson | m. t.      |

### 2.ª etapa
10-03-1937. Nevers-Saint-Étienne, 250 km.
Roger Lapébie ataca de salida. El premio es posarse de líder al final de etapa.
|   | Ciclista           | Equipo               | Tiempo     |
| - | ------------------ | -------------------- | ---------- |
| 1 | Fernand Mithouard  | Alcyon-Dunlop        | 7h 03' 32" |
| 2 | Roger Lapébie      | Mercier-Hutchinson   | +1' 01"    |
| 3 | Sylvain Marcaillou | France Sports-Wolber | +2' 13"    |

### 3.ª etapa
11-03-1937. Saint-Étienne-Orange, 186 km.
Fermo Camellini y Dante Gianello son expulsados de la prueba al hacer parte de la etapa enganchados en los coches de dos seguidoras.
|   | Ciclista         | Equipo             | Tiempo     |
| - | ---------------- | ------------------ | ---------- |
| 1 | Giuseppe Martano | Tendil             | 5h 59' 31" |
| 2 | René Debenne     | Mercier Hutchinson | m. t.      |
| 3 | Roger Lapébie    | Mercier Hutchinson | m. t.      |

### 4.ª etapa, 1.ºsector
12-03-1937. Orange-Cavaillon, 59 km. (CRE)
|   | Ciclista      | Equipo             | Tiempo     |
| - | ------------- | ------------------ | ---------- |
| 1 | Marco Cimatti | Individual Mercier | 1h 28' 28" |
| 2 | René Debenne  | Mercier-Hutchinson | m. t.      |
| 3 | Roger Lapébie | Mercier-Hutchinson | m. t.      |

### 4.ª etapa, 2.º sector
12-03-1937. Cavaillon-Marsella, 176 km.
Los corredores solo tienen dos horas de descanso entre sector y sector de la etapa. 
Roger Lapébie mantiene el liderazgo a pesar de sufrir una caída en la entrada del velódromo de la ciudad de Marsella. Acaba la etapa en la bicicleta de su compañero de equipo René Le Grevès lo cual eaté prohibido en el reglamento. Los comisarios deciden neutralizar la carrera para no penalizar Lapébie. De esta modo, el tiempo de la etapa se toma a la entrada del velódromo y no en la línea de meta.
|   | Ciclista           | Equipo        | Tiempo     |
| - | ------------------ | ------------- | ---------- |
| 1 | Giuseppe Martano   | Tendil        | 5h 18' 11" |
| 2 | Félicien Vervaecke | Alcyon-Dunlop | + 45"      |
| 3 | Jules Rossi        | Alcyon-Dunlop | +1' 02"    |

### 5.ª etapa, 1.º sector
13-03-1937. Marsella-Toló, 71 km.
Gaspard Rinaldi cree haber ganado la etapa al ser el primero a pasar bajo el banderín de llegada pero la línea de meta se encuentra cinco metros más adelante. En este pequeño espacio es superado por Félicien Vervaecke que se lleva la etapa.
|   | Ciclista            | Equipo               | Tiempo     |
| - | ------------------- | -------------------- | ---------- |
| 1 | Félicien Vervaecke  | Alcyon-Dunlop        | 2h 07' 30" |
| 2 | Gaspard Rinaldi     | Helyett-Hutchinson   | m. t.      |
| 3 | Albert van Schendel | France Sports-Wolber | m. t.      |

### 5.ª etapa, 2.º sector
13-03-1937. Toló-Canes, 125 km.
Los corredores solo tienen dos horas de descanso entre sector y sector de la etapa.
|   | Ciclista            | Equipo               | Tiempo     |
| - | ------------------- | -------------------- | ---------- |
| 1 | Adrien Buttafocchi  | Helyett-Hutchinson   | 3h 23' 36" |
| 2 | Giuseppe Martano    | Tendil               | + 34"      |
| 3 | Albert van Schendel | France Sports-Wolber | m. t.      |

### 6.ª etapa
14-03-1937. Canes-Niza, 135 km.
Llegada situada en el Muelle de los Estados Unidos. Martano abandona al chocar con un autobús durante el descenso de la Turbie.
|   | Ciclista            | Equipo               | Tiempo     |
| - | ------------------- | -------------------- | ---------- |
| 1 | Robert Tanneveau    | Alcyon-Dunlop        | 3h 41' 29" |
| 2 | Albert van Schendel | France Sports-Wolber | +1' 38"    |
| 3 | Albertin Disseaux   | Helyett-Hutchinson   | m. t.      |

## Clasificaciones finales

### Clasificación general[1]
|    | Ciclista            | Equipo               | Tiempo      |
| -- | ------------------- | -------------------- | ----------- |
| 1  | Roger Lapébie       | Mercier-Hutchinson   | 36h 00' 08" |
| 2  | Sylvain Marcaillou  | France Sports-Wolber | + 6' 39"    |
| 3  | Albert van Schendel | France Sports-Wolber | + 6' 54"    |
| 4  | Gustave Danneels    | Alcyon-Dunlop        | + 10' 22"   |
| 5  | Hubert Deltour      | Individual Alcyon    | + 11' 03"   |
| 6  | René Debenne        | Mercier-Hutchinson   | + 12' 04"   |
| 7  | Robert Tanneveau    | Alcyon-Dunlop        | + 15' 20"   |
| 8  | Sylvère Maes        | Alcyon-Dunlop        | + 16' 39"   |
| 9  | Bruno Carini        | France Sports-Wolber | + 17' 57"   |
| 10 | Marcel Kint         | Mercier-Hutchinson   | + 18' 59"   |